# Danny Mills
Daniel John Mills (Norwich, 1977. május 18. –) angol válogatott labdarúgó, többek között a Manchester City FC hátvédje is volt. 2009 augusztus 7-én a folyamatos sérülések miatt bejelentette visszavonulását.